# Nevin Özütok
Nevin Özütok (Adana (Turkije), 20 maart 1960) is een Nederlandse voormalige politica van Turkse afkomst. Haar vader kwam als arbeidsmigrant naar Amsterdam om te werken in de scheepsbouw. Nevin was twaalf toen ze samen met haar moeder door een gezinshereniging naar Nederland kwam. Zij woonden in de Indische buurt in Amsterdam.
Namens GroenLinks was zij in 2006 korte tijd lid van de Tweede Kamer. Bij de Tweede Kamerverkiezingen 2017 werd zij opnieuw verkozen in de Tweede Kamer, waar zij na de verkiezingen van maart 2021 niet meer terugkeerde.

## Levensloop

### Voor de politiek
Nevin Özütok studeerde Personeel en Arbeid aan de Sociale Academie en aan de Universiteit van Amsterdam. Ze werkte als projectleider 'Arbeidsmarkt en jeugdwerkeloosheid' bij de dienst Werk en Inkomen, als vakbondsbestuurder/onderhandelaar in verschillende sectoren voor FNV Bondgenoten, waaronder in de luchtvaartsector, en zij was beleidsmedewerker Welzijn en Kinderopvang en Inspecteur Kinderopvang bij stadsdeel De Baarsjes. Zij was bestuurslid van het Verzetsmuseum in Amsterdam en was lid van Raad van Commissarissen van theater Carré.

### Politieke loopbaan
In 1998 was Nevin Özütok al kandidaat voor GroenLinks voor de Tweede Kamer. Als Kamerlid hield ze zich bezig met justitie, politie en binnenlandse zaken. Ze kwam op 30 mei 2006 tussentijds in de Tweede Kamer, als opvolgster voor Marijke Vos. Bij de Tweede Kamerverkiezingen 2006 was ze niet herkiesbaar.
Van 14 april 1998 tot 1 november 2003 was ze lid van de gemeenteraad van Amsterdam.
In 2005 was ze kandidaat voor het voorzitterschap van GroenLinks, maar ze verloor deze strijd van Herman Meijer. Daarvoor was zij als vicevoorzitter actief in het partijbestuur. Tussen 1998 en 2009 was ze actief binnen de FNV. Vanaf 2010 was ze portefeuillehouder dierenwelzijn, economie, duurzaamheid en openbare ruimte in in Dagelijks Bestuur van het Stadsdeel Amsterdam-Oost
Voor de gemeenteraadsverkiezingen in 2014 was zij lid van de Programmacommissie van Amsterdam Oost en was zij voorzitter van de Kandidatencommissie GroenLinks voor gemeenteraadsverkiezingen.
Bij de Tweede Kamerverkiezingen 2017 stond zij wederom op de lijst van GroenLinks, op plek twaalf. Zij kwam wederom in de Tweede Kamer en zette zich tijdens haar Kamerlidmaatschap onder meer in (samen met andere partijen) voor de wijziging van artikel 1 van de Grondwet die expliciet seksuele gerichtheid en handicap als discriminatiegrond noemt. Op 17 januari 2023 heeft de Eerste Kamer met deze grondwetswijziging ingestemd.
Bij de samenstelling van de kandidatenlijst voor de Kamerverkiezingen in 2021 kwam zij op een lage plaats. In samenhang met de voor GroenLinks slechte verkiezingsuitslag resulteerde dat in een afscheid van het Kamerlidmaatschap op 30 maart 2021.

### Nevenactiviteiten
Zij is voorzitter van de adviesraad voor Wetenschappelijk bureau De Helling.
Daarnaast zet Nevin zich actief in tegen discriminatie van lhbt'ers. In 2016 was zij onderdeel van een delegatie van RozeLinks bij de Istanbul Pride.

## Verkiezingsuitslagen
| Verkiezing                                           | Partij             | Positie | Stemmen |
| ---------------------------------------------------- | ------------------ | ------- | ------- |
| Gemeenteraadsverkiezingen 1998 in Amsterdam          | GroenLinks         | 7       | 1.865   |
| Tweede Kamerverkiezingen 1998                        | GroenLinks (lijst) | 14      |         |
| Gemeenteraadsverkiezingen 2002 in Amsterdam          | GroenLinks         | 2       | 6.560   |
| Tweede Kamerverkiezingen 2003                        | GroenLinks (lijst) | 12      | 4.280   |
| Gemeenteraadsverkiezingen 2014 in Amsterdam          | GroenLinks         | 25      | 724     |
| Eerste Kamerverkiezingen 2015                        | GroenLinks (lijst) | 14      |         |
| Provinciale Statenverkiezingen 2015 in Noord-Holland | GroenLinks         | 17      |         |
| Tweede Kamerverkiezingen 2017                        | GroenLinks (lijst) | 12      | 12.428  |
| Provinciale Statenverkiezingen 2019 in Noord-Holland | GroenLinks         | 26      | 1.460   |
| Tweede Kamerverkiezingen 2021                        | GroenLinks (lijst) | 17      | 10.807  |